# Uroxys bahianus
Uroxys bahianus là một loài bọ cánh cứng trong họ Bọ hung (Scarabaeidae).